# Pavel Năstase
Pavel Năstase (n. 6 decembrie 1951, Gărăgău, România) este un economist și profesor universitar român, fost rector al Academiei de Studii Economice din București și fost ministru al Educației.

## Biografie
În 1975 a absolvit informatica economică la Academia de Studii Economice din București, în 1989 a obținut o diplomă de licență în matematică la Universitatea din București. Din 1975 până în 1980, a lucrat ca analist și programator la Centrul pentru Prelucrarea Automată a Datelor și Consultanței, apoi a devenit profesor academic la alma mater, predând la departamentele de planificare și cibernetică economică și contabilitate. 
În anii 1982–1986 a urmat studii doctorale, apoi a obținut doctoratul, a ocupat funcțiile de profesor asociat (1993) și profesor universitar (1996). În anii 2002–2005 a condus Institutul Național de Administrație instituție publică subordonată unuia dintre ministere. În cadrul Academiei de Studii Economice, a fost decan și vicecancelar, iar din 2012 până în 2016 cancelarul acestei universități, iar ulterior a devenit președintele senatului acesteia. De asemenea, a acționat ca manager al cercetării și al proiectelor UE. 
La 4 ianuarie 2017, a fost numit ministru al educației naționale în guvernul Sorin Grindeanu la recomandarea Partidului Social Democrat. El și-a părăsit funcția cu întregul cabinet în iunie acel an. În anii 2017-2020, a fost președinte al Institutului Național de Administrație.